# Гоч Теодор
Теодор Гоч, або Федір Гоч (.Укр. Федор Гоч; 28 червня 1929, с. Зиндранова Короснянського повіту, тепер Польща) — 5 червня 2018 там само) — культурний і громадський діяч лемків Польщі.

## Життєпис
Після війни деякий час жив на західних землях Польщі. Повернувшись у Зиндранову, збудував нову хату, а на батьківській садибі створив музей історії та культури лемків. Тут експонуються пам'ятки історії та культури лемків, твори церковного та народного мистецтва.
У 1954 р. Теодор Гоч організував у Зиндрановій ансамбль пісні і народної музики. Особливу популярність здобула музична капела під його керівництвом. Розробив сценарій «Лемківського весілля», яке у 1956 р. передавалося по телебаченню, написав кілька одноактних п'єс. Його статті, нариси часто друкувалися на лемківській сторінці «Нашого слова», у газеті «Карпатська Русь» (США).
Т. Гоч — колишній член головного правління Українського суспільно-культурного товариства, голова Лемківської секції.
До 10 листопада 1991 р. був головою Об'єднання лемків Польщі (ОЛП). Останнім часом він є організатором народних святкувань під назвою «Від Русалля до Івана» («Од Русаля до Яна»), організатором видання щоквартальника «Загорода». Був головним ініціатором і організатором будівництва церкви в с. Зиндранова.